# Дайна

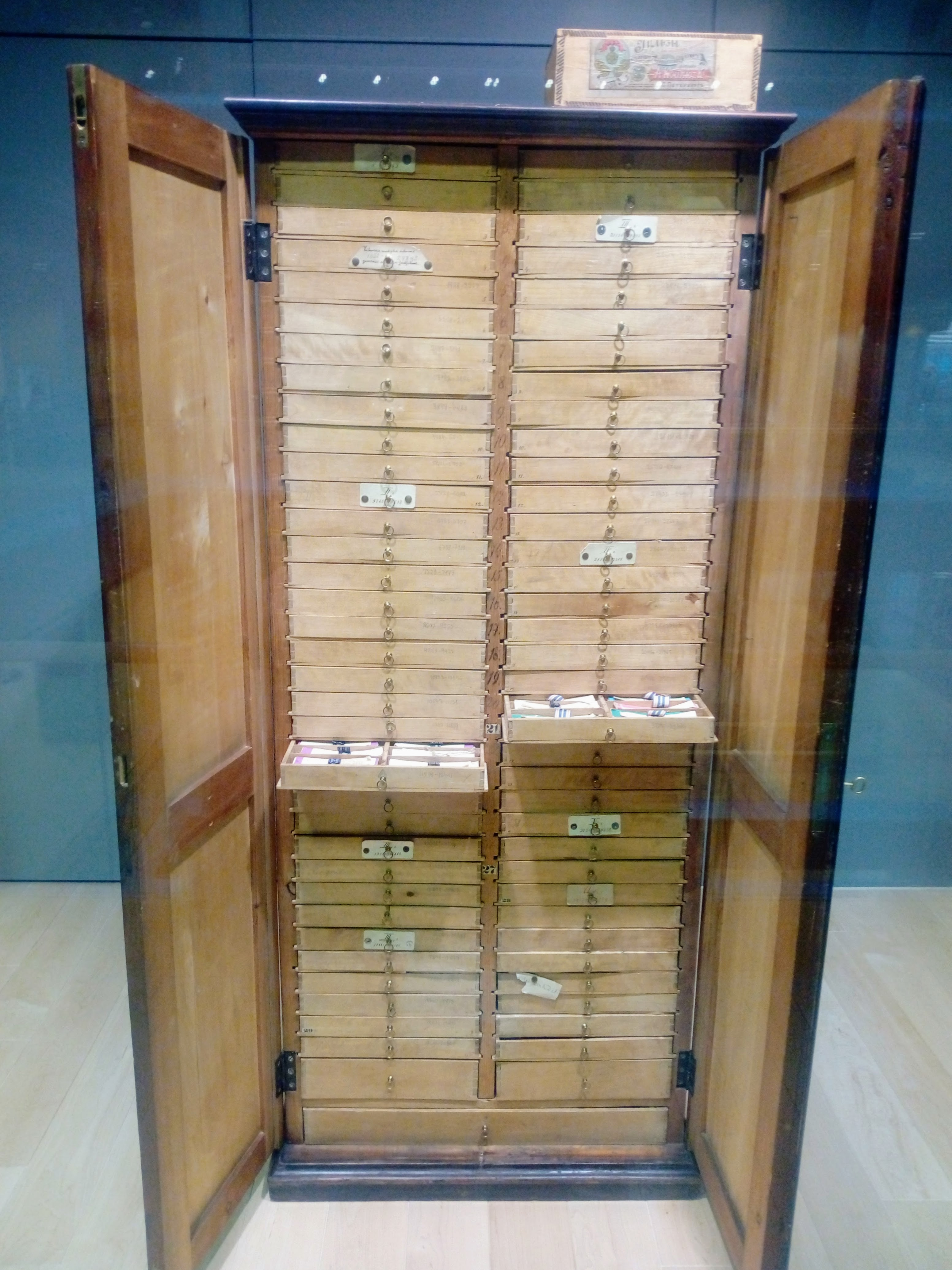
Шкаф дайн с текстами почти 230 000 латышских дайн, Латвийская национальная библиотека

Да́йна (лит. и латыш. daina) — жанр латышских и литовских народных песен, самая яркая составляющая литовского и латышского фольклора, а также латышской литературы. Рассматривается как часть народного эпоса латышей и литовцев, их народной музыки и поэзии на протяжении многих веков. Латышские дайны включены в Культурный канон Латвии.
Название «дайна» взято из литовского языка по предложению первого издателя песен, петербургского предпринимателя, латыша Генриха Висендорфа, что как бы прослеживало связь с латышско-литовским пранародом, существовавшим до XIII века и разделённым в результате католической колонизации Прибалтики.
В широком понимании понятие дайна/дайны употребляется для описания своеобразного песенного жанра народов стран Балтии, причём как балтийских (латыши, литовцы, курши, пруссы), так и финно-угорских (например, почти исчезнувшие ливы Курляндии у мыса Домеснес на территории Ливского края). Ныне словом «дайны» иногда обозначают архаичные литовские и латышские народные песни. Из-за постоянной географической близости и общего происхождения балто-славянских народов (см. балтославянские языки) в своем звучании балтийские дайны и белорусские народные песни очень близки.

## Особенности и характеристика
Дайны складывались столетиями и передавались из поколения в поколение как часть устного народного творчества, поскольку сам латышский язык и его диалекты оставались в большинстве своём бесписьменными.
Впервые записью и изучением дайн начал заниматься латышский писатель и общественный деятель Фрицис Бривземниекс, его труды подхватил и систематизировал Кришьянис Барон (1835—1923).

## Особенности
Форма
1. Краткость; состоят из одной-двух нерифмованных строф
2. В дайнах обычно нет единого сюжета; в них повествуется о собирательном герое
3. Широко встречаются уменьшительные формы слов
4. Инструмент исполнения: литовский канклес, латышский кокле (национальные разновидности псалтерия или гуслей)
5. Манера исполнения: протяжная, часто густой бас

Содержание
1. В дайнах заметна древняя языческая тематика, находят своё отражение дохристианские легенды и предания, народные мифы. Часто фигурирует балтийская богиня-солнце Сауле и бог-луна Менесс.
2. Место и время исполнения: праздники, работа, рождение, свадьба, смерть, похороны. Исполняются в домах и на лоне природы, особенно у реки, на взморье и т. д.

## Изучение
В начале 1869 года на заседании Русского географического общества было принято решение начать изучение этнографии латышского народа. Председатель Этнографического отдела Н. А. Попов разработал широкую программу сбора материалов, и в поездку по Лифляндии и Курляндии отправился Фрицис Бривземниекс. По поручению общества Латгалию и Литву объездил Юлий Калейс-Кузнецов.
Собранные Бривземниексом материалы оказались столь богатыми и интересными, что осенью он предлагает Этнографическому отделу издать часть их — народные песни — отдельным сборником. Они появляются в книге «Сборник антропологических и этнографических статей о России и странах, ей прилежащих. II том» (Москва, 1873), общим числом 1118 единиц, на латышском и русском языках, с пространным очерком на русском языке о латышской народной поэзии.
В книге «Труды этнографического отдела. Книга VI. Материалы по этнографии латышского племени» (Москва, 1881) появляется вторая публикация материалов Бривземниекса, содержащая около 1700 пословиц, 1570 загадок и 710 заговоров на латышском и русском языках.
В 1881 году Общество присуждает сборнику большую серебряную медаль, а Фрициса Бривземниекса принимают в действительные члены Общества, как и знаменитого путешественника и этнографа Н. Миклухо-Маклая. С 1881 года членом-сотрудником Общества становится и Кришьянис Барон.
Хотя в 1870-годах Барон живёт в основном в Удеревке, где работает домашним учителем у помещика Ивана Станкевича, и Острогожске, он тесно связан с Бривземниексом. Когда Фрицис Бривземниекс готовит к изданию (1877) перевод повести Гоголя «Тарас Бульба», Кришьянис Барон тщательно редактирует его. Для выпускаемого в 1881 году тома «Трудов этнографического отдела» Барон разрабатывает принципы орфографии латышского текста, обозначения интонации и т. п. А когда собирание фольклора приобретает такой размах, на который зачинатели даже не рассчитывали, московские латыши сочли нужным привлечь Барона к самой ответственной части работы — к обработке и подготовке всего собранного материала к изданию. Начинается сбор средств.

## Издание дайн
Решение было принято в 1878 году. В распоряжении Бривземниекса в это время имеется уже свыше 10 000 песен, он передаёт их Барону. В 1880 году число песен достигает 30 000. А ещё через десять лет — 155 000. «Словно золотые пчёлы, слетались дайны к Барону», — писал в 1945 году народный поэт Латвии Янис Судрабкалнс. Однако денег на издание было собрано очень мало.
В 1892 году Барон познакомился с крупным латышским предпринимателем из Санкт-Петербурга Генрихом Висендорфом. Во время пребывания на родине тот часто встречался с фольклористом, а также с другими активистами латышской общины в Риге. Он также работал в журналистике, писал статьи для российских и латышских газет Balss, Baltijas Vestnesis, Austrums .
Общение с латышской интеллигенцией Санкт-Петербурга, в частности с Ф. Бривземниексом, побуждает Висендорфа обратиться к работам К. Барона по составлению собрания народных песен. Он также участвовал в их сборе и публикации.
Висендорф активно принимается за сбор средств, пробуждая у Барона надежду выпустить более полное издание дайн. В письме Г. Висендорфу от 21 марта 1893 года он пишет: «А теперь о самом важном, что лежит у меня на сердце, о чём я думаю каждый день. Мы решили выпустить в свет сначала сокращённое (без вариантов) и только потом уже полное издание (с вариантами и именами собирателей и названиями географических пунктов). После долгого и здравого размышления я склоняюсь совсем к противному. Раз уж дело доходит до печатания, то надо начинать сразу с полного издания».
В 1894 году Висендорф подписал соглашение с Кришьянисом Бароном об издании первой полной коллекции латышских народных песен, взяв на себя все материальные хлопоты по выпуску книги. Он также принял участие в сборе песен, купив за свои средства 28 406 записей, в том числе 12 800 песен из отдела литературы Елгавского латышского общества. Он передал эту коллекцию К. Барону.
Для издания первого тома песен Висендорф вложил собственные 500 рублей, что является очень значительной суммой в сравнении со среднемесячной зарплатой рабочего того времени в 7–15 рублей. Первая тетрадь первого тома дайн вышла 21 мая 1894 года. Издание всего тома (а это 969 страниц песен с комментариями и 24 страницы предисловия) затянулось до весны 1898 года. В 1895 году типография, в которой печаталась книга, обанкротилась. Пропали не только уже сделанные работы, но и подписные деньги, а также надежда получить от издания дайн хоть какой-то доход. Однако к 1898 году елгавский типограф Екабс Дравниекс завершает выпуск 10 тетрадей первого тома «Латышских песен».
Несмотря на то что Висендорф проводил подписку на книгу и позаботился о рекламе, ему не хватило денег, чтобы продолжить выпуск новых томов. И здесь помог его общественный статус в Санкт-Петербурге: он добился, чтобы остальные пять томов были изданы Императорской академией наук за государственные средства. Тома выходили в столице с 1903-го по 1915 год, а Висендорф координировал работы, занимался организационными делами и лично вычитывал корректуру в Санкт-Петербурге. После выпуска книги Висендорф собрал средства для выплаты авторского гонорара К. Барону, который в качестве вознаграждения за многолетний труд получил только 20 экземпляров издания. При поддержке Ф. Бривземниекса Рижское латышское общество выделило Барону тысячу рублей.
В 1903 году выходит второй том дайн объёмом в 1162 страницы с песнями, посвящёнными молодым годам человека. За него Кришьянис Барон в качестве гонорара получил 150 экземпляров книги.
Третий том содержал песни свадебного и семейного цикла, отражающие жизнь до старости и похорон. Его пришлось разбить на три книги, так как обширный материал занял 2430 страниц. Первая книга третьего тома вышла в декабре 1904 года, вторая была подготовлена в период подъёма революционной волны 1905 года и вышла в середине 1906 года, а третья только летом 1909 года.
Осенью 1910 года выходит четвёртый том с песнями об отношениях латышских крестьян между собой, с господами и инородцами. 1 января 1915 года Генри Висендорф с громадным облегчением пишет своему многолетнему компаньону: «Поздравляю вас с завершением огромного труда! За него народ вам вечно будет благодарен. У меня будто камень с души свалился, когда последний лист был отпечатан. Эти песни спасены от забвения и гибели…» В это же время из печати выходит пятый том с песнями о праздниках годичного цикла и с песнями мифологического характера. Выходит также приложение с дополнительно поступившими песнями и вариантами уже опубликованных. Наконец выходит и шестой том с полутора тысячами так называемых «непристойных песен». Той же осенью Кришьянис Барон отмечает свое восьмидесятилетие.
| Том | Тема                                       | Год издания                                                       | Издатель                                  | Место           | Количество страниц |
| --- | ------------------------------------------ | ----------------------------------------------------------------- | ----------------------------------------- | --------------- | ------------------ |
| I   | Рождение человека                          | 1894–1898                                                         | Генрих Висендорф                          | Митава          | 993                |
| II  | Молодость человека                         | 1903                                                              | Петербургская Императорская академия наук | Санкт-Петербург | 1162               |
| III | Песни свадебного и семейного цикла         | 1-я книга: декабрь 1904 2-я книга: лето 1906 3-я книга: лето 1909 | Петербургская Императорская академия наук | Санкт-Петербург | 2430               |
| IV  | Отношения крестьян между собой и с другими | Осень 1910                                                        | Петербургская Императорская академия наук | Санкт-Петербург |                    |
| V   | Праздники годичного цикла, приложения      | 1915                                                              | Петербургская Императорская академия наук | Санкт-Петербург |                    |
| VI  | Непристойные песни                         | 1915                                                              | Петербургская Императорская академия наук | Санкт-Петербург |                    |

## Любопытные факты
- Наиболее известный сборник дайн был опубликован ещё в Российской империи между 1894 и 1915 гг. под названием «Дайны Латвии» (Latvju Dainas) Кришьянисом Бароном. Число вошедших в него записанных дайн составляет 217 996. По состоянию на 1980-е годы было собрано около 1,6 млн песен[7].
- Бывший президент Латвии Вике-Фрейберга также проявляла интерес к изучению латышских народных песен, посвятив дайнам свои научные работы. Во время своих отпусков президент также изучала латвийские народные лирические песни обрядового, бытового и общественно-политического характера, отражающие многие стороны жизни латышского народа, в особенности простых крестьян в разные периоды истории[8].

- С 1969 года в Вильнюсе (Литовская ССР) выпускались катушечные магнитофоны «Дайна» («Эльфа-29»), приспособленные для прослушивания аудиокниг[9][10].